# Titanothentes
Titanothentes (лат.) — род вымерших сумчатых млекопитающих из семейства Palaeothentidae отряда ценолестов (Paucituberculata), живших в Южной Америке.
К нему относят один вымерший вид — Titanothentes simpsoni, известный по остаткам, найденным в нижнемиоценовых (сантакрус) породах провинции Санта-Крус (Аргентина).
Описан впервые и выделен в отдельный род в 1996 году американскими палеонтологами Тоддом Рэ (англ. Todd C. Rae), Томасом Боуном (англ. Thomas M. Bown) и Джоном Флиглом (англ. John G. Fleagle).